# Macris Carneiro

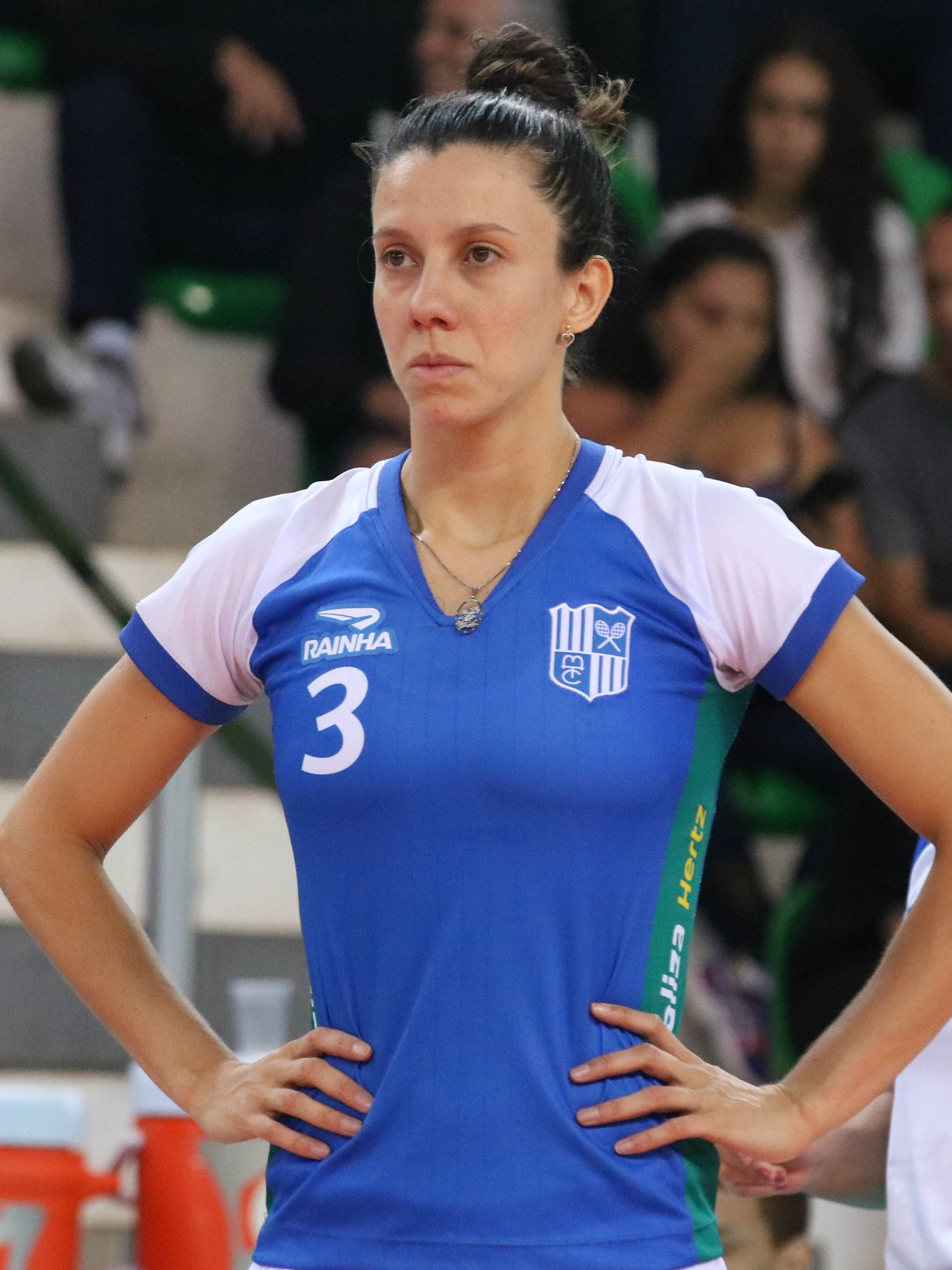
Macris Carneiro zawodniczką Minas Tênis Clube w sezonie 2018/2019

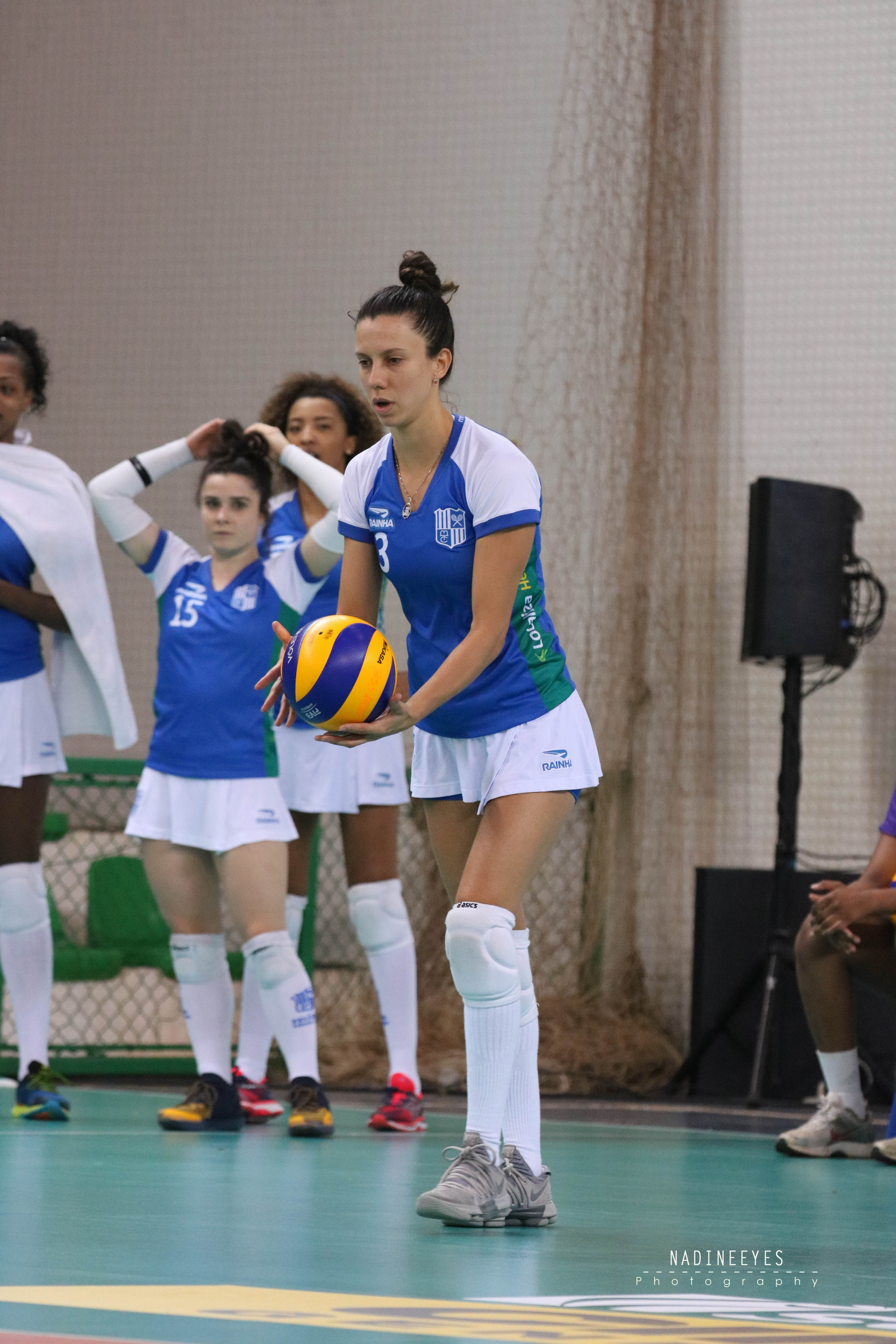
Macris Carneiro przed wykonywaniem zagrywki w drużynie Minas Tênis Clube w sezonie 2018/2019

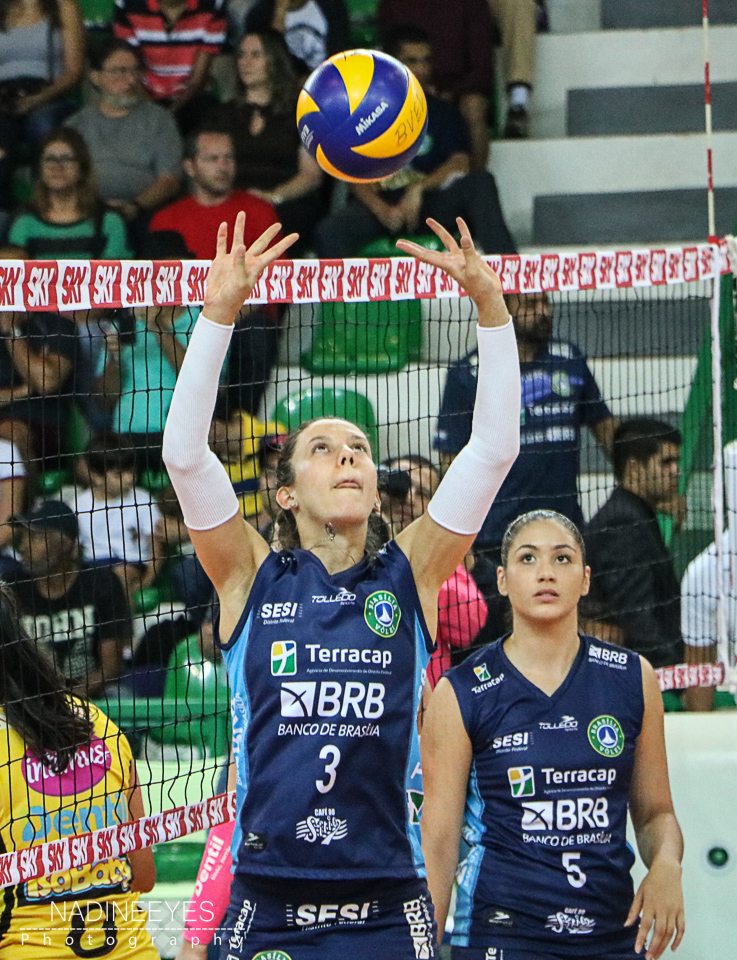
Macris Carneiro podczas wystawiania piłki w trakcie rozgrzewki w drużynie Brasília Vôlei w sezonie 2016/2017

Macrís Fernanda Silva Carneiro (ur. 3 marca 1989 w Santo André) – brazylijska siatkarka, reprezentantka kraju, grająca na pozycji rozgrywającej.

## Kariera klubowa
| Lata      | Klub                            |
| 2007–2009 | São Caetano Esporte Clube       |
| 2009–2011 | Desportiva e Cultural Metodista |
| 2011–2012 | São Caetano Esporte Clube       |
| 2012–2015 | Esporte Clube Pinheiros         |
| 2015–2017 | Brasília Vôlei                  |
| 2017–2022 | Itambé/Minas                    |
| 2022–2023 | Fenerbahçe Opet Stambuł         |
| 2023–2024 | THY Stambuł                     |
| 2024–     | Dentil/Praia Clube              |

## Sukcesy klubowe
Puchar Brazylii:
- 2015, 2021

Klubowe Mistrzostwa Ameryki Południowej:
- 2018[4], 2019, 2020, 2022[5], 2025[6]
- 2021

Mistrzostwo Brazylii:
- 2019, 2021, 2022[7]
- 2018

Klubowe Mistrzostwa Świata:
- 2018

Superpuchar Turcji:
- 2022[8]

Mistrzostwo Turcji:
- 2023[9]

## Sukcesy reprezentacyjne
Igrzyska Panamerykańskie:
- 2015

Grand Prix:
- 2017[10]

Mistrzostwa Ameryki Południowej:
- 2017, 2019, 2021, 2023[11]

Liga Narodów:
- 2019, 2021, 2022[12], 2025[13]

Igrzyska Olimpijskie:
- 2020
- 2024[14]

Mistrzostwa Świata:
- 2022[15]

## Nagrody indywidualne
- 2013: Najlepsza rozgrywająca brazylijskiej Superligi w sezonie 2012/2013
- 2014: Najlepsza rozgrywająca brazylijskiej Superligi w sezonie 2013/2014
- 2015: Najlepsza rozgrywająca brazylijskiej Superligi w sezonie 2014/2015
- 2016: Najlepsza rozgrywająca brazylijskiej Superligi w sezonie 2015/2016
- 2017: Najlepsza rozgrywająca brazylijskiej Superligi w sezonie 2016/2017
- 2018: Najlepsza rozgrywająca Klubowych Mistrzostw Ameryki Południowej
- 2018: Najlepsza rozgrywająca Klubowych Mistrzostw Świata
- 2019: Najlepsza rozgrywająca Klubowych Mistrzostw Ameryki Południowej
- 2019: Najlepsza rozgrywająca Ligi Narodów
- 2020: Najlepsza rozgrywająca Klubowych Mistrzostw Ameryki Południowej
- 2025: Najlepsza rozgrywająca Klubowych Mistrzostw Ameryki Południowej